# Sylvicola annulipes
Sylvicola annulipes är en tvåvingeart som först beskrevs av Edwards 1919.  Sylvicola annulipes ingår i släktet Sylvicola och familjen fönstermyggor.
Artens utbredningsområde är Ecuador. Inga underarter finns listade i Catalogue of Life.